# 仁井田陞
仁井田 陞  （にいだ のぼる、1904年〈明治37年〉1月1日 - 1966年〈昭和41年〉6月22日）は、日本の法制史学者。東京大学名誉教授。中田薫門下。中国法制史の開拓者として知られる。正三位勲二等瑞宝章。宮城県仙台市生まれ。

## 経歴
旧制松本高等学校文科甲類を経て、1928年に東京帝国大学法学部を卒業。東方文化学院東京研究所研究員に着任。第二次世界大戦中は華北農村、北京商工ギルドの調査に従事。戦後その研究成果として、法社会学的な観点も取り入れた『中国の社会とギルド』『中国の農村家族』を著した。本業の中国法制史の分野でも、『中国法制史』『中国法制史研究』（朝日賞受賞）などの大著を世に送り、学会をリードした。1942年、東京大学東洋文化研究所教授となる。
戦後も1964年まで東京大学東洋文化研究所に勤務。その間、東京大学東洋文化研究所所長もつとめた。退官に際して名誉教授となった。ロンドン訪問中に脳腫瘍を発病。日本に帰国するも、程なく没した。

## 受賞・栄典
- 1934年：帝国学士院恩賜賞を受賞。
- 1965年：朝日賞を受賞。
- 正三位勲二等瑞宝章。

## 研究内容・業績
- 専門は中国法制史。1929年（昭和4年）、研究員として着任して最初の研究課題は「唐令の復旧並其の史的研究」で4年間で唐令（唐代の律令中の令）の逸文を和漢の典籍から収集・分析し、原法典の体系と条文の復元に初めて成功した。その研究報告書として『唐令拾遺』をまとめ[1][2]、1934年に帝国学士院恩賜賞を受賞した。続いて1933年（昭和8年）から「唐宋法律史文書の研究」の課題に取り組んだ[3]成果である名著『唐宋法律文書の研究』『支那身分法史』とともに、日本の中国法制史研究の水準を世界的レベルに引き上げた(但し、唐令の収集のほとんどは師の中田薫が行っていて[注釈 1]、仁井田は残りの収集と整理を行った)。
- デニス・C・トゥウィチェットを教えている。

## 親族
- 仁井田益太郎 - おじ。法学者。明治時代の民法典制定に貢献した。
- 吉田平吾 - 妻の父。台湾総督府逓信局長。

## 著書

### 単著
- 『唐令拾遺』東方文化学院東京研究所、1933年3月。全国書誌番号:47008507 全国書誌番号:63010289。
  - 『唐令拾遺』（復刻版）東京大学出版会、1964年9月。 NCID BN02075083。全国書誌番号:64009942。
  - 『唐令拾遺』（復刻版第2刷）東京大学出版会、1983年1月。 NCID BN08978788。全国書誌番号:83021169。
- 『唐を中心として見たる東亜の法律』東亜研究会〈東亜研究講座 第71輯〉、1936年10月。 NCID BN14641734。全国書誌番号:46065051。
- 『唐宋法律文書の研究』東方文化学院東京研究所、1937年3月。 NCID BN05962566。全国書誌番号:46066401 全国書誌番号:53015102。
  - 『唐宋法律文書の研究』（再刊）大安〈中国学術研究叢書 6〉、1967年4月。 NCID BN01787704。全国書誌番号:67002336。
  - 『唐宋法律文書の研究』（復刻版）東京大学出版会、1983年2月。 NCID BN03820979。全国書誌番号:83028850。
- 『支那身分法史』東方文化学院、1942年2月。 NCID BN05963004。全国書誌番号:46009784 全国書誌番号:53015101。
  - 『支那身分法史』（再版）座右宝刊行会〈東方文化学院研究報告〉、1943年6月。 NCID BN0655566X。全国書誌番号:22199675。
- 『中国の社会とギルド』岩波書店、1951年11月。 NCID BN04139187。全国書誌番号:52001489。
- 『中国法制史』岩波書店〈岩波全書〉、1952年6月。 NCID BN02075028。全国書誌番号:52006103。
  - 『中国法制史』（増訂版）岩波書店〈岩波全書〉、1963年9月。 NCID BN01761573。全国書誌番号:63010746。
  - 『中国法制史』（増訂版）岩波書店〈岩波全書セレクション〉、2005年11月。 NCID BA7455955X。全国書誌番号:20949053。
- 『中国の農村家族』東京大学出版会、1952年8月。 NCID BN1513110X。全国書誌番号:52006671。
- 『中国社会の法と倫理』弘文堂〈法原理叢書〉、1954年2月。 NCID BN05450495。全国書誌番号:54003603。
- 『中国法制史研究（1）刑法』東京大学出版会、1959年8月。 NCID BN02818789。全国書誌番号:49009383 全国書誌番号:49009386。
  - 『中国法制史研究（1）刑法』（補訂版）東京大学出版会、1980年11月。 NCID BN06763474。全国書誌番号:81013116。
- 『中国法制史研究（2）土地法・取引法』東京大学出版会、1960年3月。全国書誌番号:49009384 全国書誌番号:49009387。
  - 『中国法制史研究（2）土地法・取引法』（補訂版）東京大学出版会、1980年11月。全国書誌番号:81013116。
- 『中国法制史研究（3）奴隷農奴法・家族村落法』東京大学出版会、1962年9月。全国書誌番号:49009388。
  - 『中国法制史研究（3）奴隷農奴法・家族村落法』（補訂版）東京大学出版会、1980年12月。全国書誌番号:81013116。
- 『中国法制史研究（4）法と慣習・法と道徳』東京大学出版会、1964年3月。 NCID BN02075287。全国書誌番号:49009385。
  - 『中国法制史研究（4）法と慣習・法と道徳』（補訂版）東京大学出版会、1980年12月。 NCID BN06764193。全国書誌番号:81013116。
- 『中国社会の法と倫理 中国法の原理』清水弘文堂書房、1967年6月。 NCID BN09095883。全国書誌番号:67002103。
- 『中国の法と社会と歴史 遺稿集』岩波書店、1967年6月。 NCID BN03207248。全国書誌番号:67002334。
- 『東洋とは何か』東京大学出版会〈UP選書〉、1968年9月。 NCID BN00909770。全国書誌番号:68008055。
  - 『東洋とは何か』（新装版）東京大学出版会〈UPコレクション〉、2013年8月。 NCID BB1337422X。全国書誌番号:22338188。
- 幼方直吉・福島正夫 編『中国の伝統と革命 仁井田陞集』 1巻、平凡社〈東洋文庫〉、1974年3月。 NCID BN01449188。全国書誌番号:72010660。
- 幼方直吉・福島正夫 編『中国の伝統と革命 仁井田陞集』 2巻、平凡社〈東洋文庫〉、1974年8月。 NCID BN01449188。全国書誌番号:72010661。
- 『唐令拾遺補』池田温編集代表、東京大学出版会、1997年3月。 NCID BA3040815X。全国書誌番号:97073794。

### 編集
- 『近代中国の社会と経済』刀江書院、1951年5月。 NCID BN05329916。全国書誌番号:79007469。
- 『人物世界史 東洋』毎日新聞社〈毎日ライブラリー〉、1951年7月。 NCID BN10088386。全国書誌番号:51006013。
- 『中国』毎日新聞社、1954年5月。 NCID BN09102741。全国書誌番号:54004272。

### 共著
- 仁井田陞、野原四郎、松本善海、増井経夫『東洋』毎日新聞社〈世界の歴史 3〉、1949年12月。 NCID BN10090730。全国書誌番号:49007670。

## 追悼論文集
- 仁井田陞博士追悼論文集編集委員会 編『前近代アジアの法と社会』勁草書房〈仁井田陞博士追悼論文集 第1巻〉、1967年10月。 NCID BN02050297。全国書誌番号:49009043。
- 仁井田陞博士追悼論文集編集委員会 編『現代アジアの革命と法』勁草書房〈仁井田陞博士追悼論文集 第2巻〉、1966年10月。 NCID BN02050366。全国書誌番号:49009044。
- 仁井田陞博士追悼論文集編集委員会 編『日本法とアジア』勁草書房〈仁井田陞博士追悼論文集 第3巻〉、1970年5月。 NCID BN00652448。全国書誌番号:72001809。